# 帕济奥勒
帕济奥勒（法語：Paziols，法語發音：[pazjɔl] ⓘ）是法国奥德省的一个市镇，属于纳博讷区。

## 地理
帕济奥勒（42°51'29"N, 2°43'12"E）面积28.02 平方千米，位于法国奧克西塔尼大區奥德省，该省份为法国南部沿海省份，北起塔恩省，西北接上加龙省，西接阿列日省，南至东比利牛斯省，东临地中海，东北与埃罗省接壤。
与帕济奥勒接壤的市镇（或旧市镇、城区）包括：帕代恩、蒂尚、托塔韦勒、万格罗。

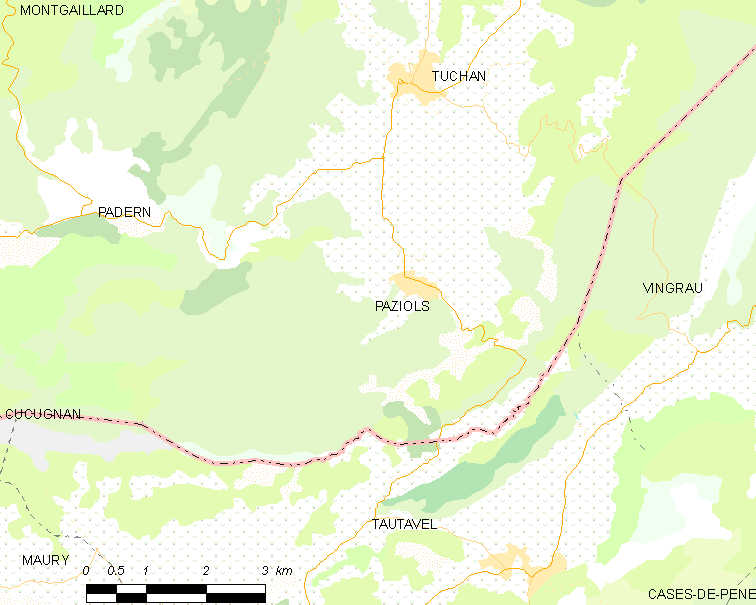
帕济奥勒的OSM定位图

帕济奥勒的时区为UTC+01:00、UTC+02:00（夏令时）。

## 行政
帕济奥勒的邮政编码为11350，INSEE市镇编码为11276。

## 政治
帕济奥勒所属的省级选区为莱科比耶尔县。

## 人口

1962-2008年间帕济奥勒人口变化图示

帕济奥勒于2022年1月1日时的人口数量为528人。